# 瑞安的世界
瑞安的世界（英語：Ryan's World），前称瑞安玩具测评（英語：Ryan ToysReview），是YouTube上的儿童类频道，其YouTuber为来自美国得克萨斯州的儿童瑞安·卡吉（Ryan Kaji） 。瑞安一家同时运营9个YouTube频道，而该频道是其全部运营频道中最受欢迎的。
该频道幾乎每日都有新片上載，内容为新款玩具開箱及試玩、DIY科学实验及家庭故事等，其中一条视频《巨型惊喜玩具蛋挑战》（Huge Eggs Surprise Toys Challenge）观看次数达20亿次以上，成为YouTube上观看次数最多的60个视频之一。2020年，瑞安·卡吉通过该频道获得了2950万美元的收入，另外还从同名品牌玩具和服装销售中获得2亿美元。在《福布斯》杂志公布的全球YouTuber收入排行榜中，瑞安·卡吉自2018年以来连续三年位居榜首。

## 背景及历史
2015年3月，瑞安·卡吉在YouTube上看完人們的玩具频道后，他很快跟妈妈提出建立自己的YouTube频道的想法：“别人都可以拍自己玩玩具的视频，那我可以嗎？”。瑞安的媽媽也决定辞去高中化学老师的工作，並全职运营其儿子开设的YouTube频道。
2017年，瑞安的父母与儿童传媒公司PocketWatch签约，PocketWatch公司全权负责YouTube频道的营销和同名商品销售的工作。2018年，该频道与PocketWatch、WildWorks联合推出儿童跑酷手機游戏 "Tag with Ryan"。2019年，Outright Games又推出了瑞安同名电子游戏《瑞安小赛车》（Race with Ryan）。同年，瑞安也与PocketWatch合作，制作20集系列电视节目《瑞安神秘玩耍记》（Ryan's Mystery Playdate），在尼克国际儿童频道播出。
该频道宣布于2020年11月27日在Amazon Kids+上首播集真人与动画为一体的电视剧《超级间谍瑞安》（Super Spy Ryan）。2020年12月4日，该频道宣布在機器磚塊游戏平台推出以瑞安为名的游戏。

## 影响
瑞安·卡吉开设的频道影响了整个玩具行业。他的玩具测评，尤其是获得上百万次观看的测评，有时会影响玩具的销量，由他推介過的玩具都會在短时间内售罄。PocketWatch公司曾将瑞安·卡吉与《海绵宝宝》相提并论。
在2018年美國國際玩具展覽會上，瑞安与PocketWatch、Bonkers Toys合作推出了“瑞安的世界”系列玩具產品。同年8月6日，此系列玩具在沃尔玛各门店独家发售。
2018年12月，《福布斯》杂志公布全球YouTuber收入排行榜，瑞安以2200萬美元的收入位居榜首。之后在2019年、2020年蝉联榜首位置。瑞安的收入大部分來自播放影片前的廣告，以及海量的訂閱者。由於他仍是未成年人，他的15%薪酬須存入銀行，成年後才可提取。

## 争议
2019年8月，美国联邦贸易委员会及消费监督组织“Truth in Advertising”指控“瑞安的世界”频道没有認真地公布视频的赞助商。指控中提到“在此视频中，近90%的视频至少包括一个针对学龄前儿童的付费产品推荐，这个群体太小，无法区分广告和评论。”而TIA表示“这些广告經常宣傳垃圾食品”。